# Cshondoizmus
A cshondoizmus (kiejtése: cshondoizmus Észak-Koreában, koreaiul: 천도교, szó szerint a Mennyei Út vallása) egy 20. századi panteista vallás Koreában, amely a 19. századi Tonghak vallási mozgalmon alapul, melynek alapítója Choe Je-u, és Son Byong-hi vezetése alatt lett törvénybe iktatva. A cshondoizmus gyökerei egészen a parasztlázadásokig nyúlnak vissza, amelyek 1812-ben kezdődtek a Csoszon korban.
A cshondoizmus tartalmaz a koreai sámánizmusból átvett elemeket is. Hangsúlyt fektet a személyes fejlődésre/művelődésre és a szociális boldogulásra/jólétre a mai világban. Szakadár mozgalmak tartalmazzák a suvunizmust és a bocshonizmust.

## Elnevezés
A „cshondogjo” kifejezés szó szerinti fordítása a „Mennyei Út vallása”, amiben a „cshon” jelentése „ég”, a „do” jelentése „út” (ami ugyanazzal a karakterrel van írva, mint a kínai Tao), és a „gjo” jelentése „vallás”, „tanítás”, „-izmus”.

## Tévhitek
A cshondoizmus hitelvei az idők során más koreai vallási hagyományok elemeit is magukba foglalták, beleértve a taoizmust (Do) és a buddhizmust.
A konfuciánus gondolkodás alapköveinek megtartásával a cshondoizmus tisztelettel fordul a Cshon (Ég vagy Menny), a jóság és igazságosság alapvető elve felé, amit a Hanullim (하늘님), azaz „Istenség" megtisztelő kifejezésével illetnek. Az egyházi tanok szerint a „Hanul" kifejezés nem csupán az eget jelenti, de az egész univerzumra vagy az egységre utal. Ez tanítóként utal a Mennyországra; tévhit, miszerint az embert és a dolgokat nem a természetfeletti Isten alkotta, hanem minden élő és élettelen dologban jelen lévő Isten-természet hozta létre.
Igazodva a konfucianizmus hátteréhez, a cshondoizmus nagy hangsúlyt fektet az önfejlesztésre annak reményében, hogy az egyén fejleszti saját ösztönös természetét, illetve közelebb kerül az Éghez. Ugyanakkor minden lény kapcsolata Istennel mérhető attól függően, mekkora távolságra van a saját belső Isten-természetéhez. Choe Si-hyong (aki kiadta a cshondoizmus szent írásait) hozta létre a fő elvét minden dolog egységén alapuló isteni jelenlétnek. Ez az alapelv magában hordozza a „szolgálni egy embert ugyanaz, mint szolgálni a Mennyországot” kifejezést.
Roland Boer így foglalja össze a cshondoizmus kulturális hatását:
A cshondoizmus a koreai kultúrára számos alapelvet hagyott határozott iránymutatással a társadalmi és vallási egyenlőség elérése céljából. Ezek közé tartozik „az én szívem a te szíved”, ez másokra és a Mennyre is vonatkozik; „kezeld az embereket istenként” a konfuciánus hierarchiák kihívásaiban; „védd a nemzetet, biztosíts békét az embereknek”, utalva Koreára az idegen hatalmakkal kapcsolatban; „minden ember az egység felé fejlődik”, ami az Észak és Dél közti szakadással még nagyobb teret nyert; végül pedig „a menny és a föld országa.

## Történelem
A Cshondoizmus a Tonghak („Keleti Tanítás”) mozgalomból ered, amely a 19. századi Koreában keletkezett válaszul a nyugati behatolásra, különösen a katolicizmus terjedésére. A Donghak mozgalmat Choe Je-u indította el 1860-ban, aki ezzel egy alternatívát fogalmazott meg a katolicizmussal (Nyugati Tanítás) szemben, amely egyre nagyobb lendületet kapott Koreában, mivel képes volt struktúrát és stabilitást nyújtani a családi egységen túl. A mozgalom gyorsan széles körű elfogadást nyert a parasztság körében, mivel megalapozott vallásokra - konfucianizmusra, buddhizmusra és taoizmusra - támaszkodott, és elkötelezettséget mutatott a keleti ideálok képviselete iránt. A mozgalom „a koreai társadalom legelnyomottabb tagjainak adott érzést saját belső értékükről." Mivel a mozgalom azt tanította, hogy az isteniséget a földön is meg lehet élni (egy tanítás, aminek "hatalmas szocioökonómiai következményei voltak"), a helyi földbirtokosok és külföldi hatalmak elítélően tekintettek rá, és megpróbálták betiltani a mozgalmat, majd felügyelték Choe tárgyalását és kivégzését 1864-ben.
A cshondoizmus hivatalosan elismert vallássá vált harmadik vezetője, Son Byong-hi alatt.
A cshondoizmus vallás a 20. század elején fejlődött ki a Koreai Tonghak parasztmozgalmakból, különösen az 1894-es sikertelen, de következményekkel járó lázadásból. A Tonghak követőit súlyosan üldözték egészen 1905-ig, amikor a Protektorátusi Szerződés garantálta a vallásszabadságot. Ekkor, 1905. december 1-én Son Byong-hi úgy döntött, hogy modernizálja a vallást, és egy nyitottság és átláthatóság korszakát indítja el, hogy legitimálhassa a japánok szemében, akik ebben az időben erős befolyással bírtak Koreára. Ennek eredményeképpen hivatalosan megváltoztatta a Tonghak nevét Cshondoizmusra, vagyis „A Mennyei Út vallására". Ezt követően egy alkotmányt és egy Központi Általános Irodát hoztak létre a vallás számára, centralizálva azt, így könnyebb hozzáférhetőséget biztosítva a nagyközönség számára.

## Közelmúlt
2005-ben a cshondoizmusnak állítólag közel 45.000 követője és 280 temploma volt Dél-Koreában. A 2015-ös nemzeti népszámlálás szerint a cshondoizmusnak mintegy 65.000 követője volt Dél-Koreában.
Észak-Koreában az állam elismeri és támogatja a cshondoizmust mint sajátosan koreai forradalmi vallást. A cshondoistákat névlegesen a kisebbik Cshondoista Cshongu Párt képviseli az észak-koreai politikában.
Kim Ir Szen észak-koreai vezető emlékirataiban hosszasan mesél erőfeszítéseiről, hogy meggyőzze kommunista elvtársait egy cshondoista toborzásról. Miközben Kim emlékiratai enyhén kritizálják a koreai hitet (saját marxista-leninista szemléletét tekintve), azt is hangsúlyozzák, hogy a cshondoizmus mennyire közel áll a kommunizmus koreai formájához. Kim emlékiratai egyebek mellett kiemelik a cshondoizmus aggodalmát minden ember, különösen a szegények és alacsony származásúak belső értéke miatt. Kim szerint a cshondoizmus ,,progresszív vallás”, amelyet elveinek újszerűsége, ellenállási szelleme, rítusainak és gyakorlatainak egyszerűsége, valamint eredendően népi jellege jellemez.

## Fordítás
Ez a szócikk részben vagy egészben  a   Cheondoism című angol Wikipédia-szócikk fordításán alapul.  Az eredeti cikk szerkesztőit annak laptörténete sorolja fel. Ez a jelzés csupán a megfogalmazás eredetét és a szerzői jogokat jelzi, nem szolgál a cikkben szereplő információk forrásmegjelöléseként.

## Külső linkek
- 천도교서울교구
- 천도교 Archiválva 2015. február 2-i dátummal a Wayback Machine-ben